# Aleksandar Kovačević
Aleksandar Kovačević (Servisch: Александар Ковачевић) (11 februari 1974) is een schaker uit Servië. Hij is een grootmeester. Vroeger speelde hij voor Joegoslavië.
Van 2 t/m 15 april 2005 speelde hij mee in het toernooi om het kampioenschap van Servië-Montenegro en eindigde daar met 6½ punt uit 13 ronden op de negende plaats. In 2011 werd hij de winnaar van het 25e International Open Tournament in Pula, Kroatië.